# Anthony Kiedis
Anthony Joseph Kiedis, född 1 november 1962 i Grand Rapids, Michigan, är en amerikansk sångare och låtskrivare som är frontfigur i Red Hot Chili Peppers.

## Biografi
När Anthony Kiedis var tre år gammal skilde hans föräldrar sig. Han bodde med sin mor och sina två halvsyskon Julie och Jenny i Grand Rapids, Michigan. Varje sommar åkte han till sin far i Kalifornien för två veckor. 1974 när Kiedis var 12 år gammal flyttade han till sin far John Kiedis, som senare kom att kallas Blackie Dammet eller The Spider, i Kalifornien. Tillsammans med Michael Balzary (Flea), Hillel Slovak och Jack Irons grundade Kiedis 1983 Red Hot Chili Peppers (ursprungligen "Tony Flow and the Miraculous Masters of Mayhem") och har sedan dess varit gruppens sångare och frontman. Namnet Red Hot Chili Peppers kom Anthony och Flea fram till som en slags hyllning till jazzband såsom Louis Armstrongs band The Red Hot Five. Ett band i England vid namnet Chilli Willi and The Red Hot Peppers trodde senare att Red Hot Chili Peppers hade kopierat detta namn av dem, detta motsägs dock i Kiedis biografi Scar Tissue.
Kiedis rökte sin första joint vid 12 års ålder vid köksbordet tillsammans med sin far i Los Angeles.  Det här var bara början på en lång tids drogmissbruk. Numera är Kiedis drogfri. Han höll sig ren kortare perioder under tidigare år, men det var inte förrän julen år 2000 han slutade. Han har dock medgett i en intervju med en kanadensisk TV-kanal att han håller på med ozoninjektioner mot sjukdomen hepatit C, något som är olagligt i USA, men lagligt i bland annat Kanada och Tyskland.
År 2004 publicerade Kiedis memoarboken Scar Tissue, uppkallad efter en av Red Hot Chili Peppers mest kända låtar.